# Jasa Veremalua
Jasa Veremalua (Nadroga, 29 de maio de 1988) é um jogador de rugby fijiano, que joga na posição de Wing, Centre ou Flanker.

## Carreira

### Rio 2016
Fez parte do elenco da Seleção de Rugbi de Sevens de Fiji, nos Jogos Olímpicos Rio 2016, conquistando a medalha de ouro.